# Woeling
Een woeling is een essentieel onderdeel tijdens het maken van de meeste sjorringen. Hierbij wordt de basisbevestiging aangespannen door het wikkelen van het touw dwars over deze basisbevestiging. Het aanspannen van deze wikkelingen bepaalt in grote mate de sterkte van de bevestiging. Na het woelen wordt de sjorring afgesloten met een goed vastzittende knoop zoals de mastworp.
Voor een concreet gebruik en foto: zie Kruissjorring.